# Thelen Gruppe
Die Thelen Gruppe ist eine inhabergeführte Unternehmensgruppe im Bereich der Immobilienwirtschaft mit Sitz in Essen und rund 15,5 Millionen m² Grundstücksflächen in ihrem Eigentum. Zum Immobilienbestand gehören unter anderem gewerblich genutzte Objekte, Logistik- und Industrieimmobilien, Gewerbe- und Industrieparks, Verwaltungsgebäude sowie wohnwirtschaftlich genutzte Objekte in Deutschland. Die Unternehmensgruppe umfasst 60 Tochtergesellschaften, die in den Geschäftsfeldern Immobilienmanagement,  Planungs- und Projektmanagement, Bauausführung, Energiemanagement, Digitalisierung, Dienstleistungen und Mobilität tätig sind. Bundesweit beschäftigt die Thelen Gruppe rund 5.800 Mitarbeiter.

## Entwicklung
1988 begann der Bau eines Warenumschlagzentrums für Quelle in der Nähe von Bamberg. Seit 2015 ist mit Christoph Thelen die nächste Generation tätig.
Mit dem Erwerb der ThyssenKrupp-Liegenschaften im Jahr 2016 begann für die Thelen Gruppe die Entwicklung großer innerstädtischer Stadtquartiere. Projekte waren Visionen Essen 51. und Smart Rhino. Die Unternehmensziele liegen in der langfristigen Bestandshaltung und der Entwicklung innerstädtischer Lebensräume.
Die bekanntesten Projekte der Thelen Gruppe sind die Entwicklungen der Stadtquartiere Essen 51, im nördlichen Bereich des Krupp-Gürtels in Essen, sowie Smart Rhino auf der ehemaligen Industriebrache von Hoesch Spundwand und Profil GmbH (HSP) in Dortmund.
Im Mai 2016 hat die Thelen Gruppe rund 1.000 Hektar an Liegenschaften von der ThyssenKrupp AG übernommen. Darunter auch 45 der insgesamt 52 Hektar großen Brachfläche des ehemaligen Hoesch Spundwand und Profil GmbH (HSP) Geländes in Dortmund, welches zu einem nachhaltigen, gemischtgenutzten Stadtquartier entwickelt wird. Smart Rhino soll Heimat für 35.000 Menschen sein und Raum für Wohnen, Freizeit, Innovation, Bildung und neue Arbeitsplätze bieten.
Auf einer Gesamtfläche von ebenfalls 52 Hektar wird im nördlichen Bereich des Krupp-Gürtels das neue Stadtviertel Essen 51. entstehen, mit einer Nutzungsmischung aus Wohnen und Arbeiten mit Erholungsflächen, Nahversorgungsmöglichkeiten und Gastronomieangeboten. Ein weiteres Quartiersprojekt im Essener Krupp-Gürtel ist „Wohnen am Krupp Park“. Mit ca. 4,4 Hektar Fläche ist „Wohnen am Krupp-Park“ Teil des Stadtentwicklungsprojektes „Leben am Krupp-Park“, bestehend aus einem Stadtteil- und Dienstleistungszentrum mit Nahversorgung, Hotel, Gastronomie und dem Wohnquartier mit ca. 550 Wohnungen und 16 Stadthäusern.
Zur Unternehmensgruppe gehören neben Dienstleistungs- und bauausführenden Firmen auch Unternehmen aus den Geschäftsfeldern Immobilienmanagement, Energiemanagement, Planungs- und Projektmanagement, digitale Infrastruktur und Mobilität.